# 경사계

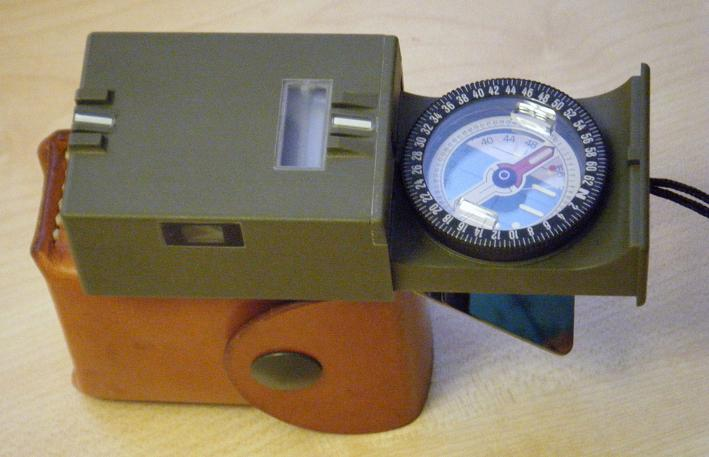
군사용 모델.

경사계(inclinometer, clinometer)는 구조물의 경사, 기울기 변화를 측정하는 센서이다.

## 같이 보기
- 경사 (지리)
- 고니오미터
- 경위의